# Max Reindl
Max Reindl (Pseudonym Hannes Gaston, * 20. Juni 1926 in München) ist ein deutscher Schlagertextdichter und Komponist.
Er schrieb unter anderem die Texte zu Weißt du noch (1957) und Was fang ich mit der Liebe an (1962). Er komponierte und textete den Schlager Der stille Waldweg (1957). Für Mary Roos textete er Das kleine Chinamädchen Li (1968).